# 46. ročník udílení Césarů
46. ročník udílení francouzského filmového ocenění César proběhl dne 12. března 2021 v pařížské Olympii. Ceremoniálu předsedal Roschdy Zem a večer moderovala Marina Foïs. Nominace byly zveřejněny dne 10. února 2021 v 10:00 na webových stránkách Filmové umělecké akademie.

## Výherci a nominovaní

### César pro nejlepší film
- Sbohem, blbci! – Albert Dupontel
  - Adolescentes – Sébastien Lifshitz
  - Osel, milenec a já – Caroline Vignal
  - Milostné historky – Emmanuel Mouret
  - Léto 85 – François Ozon

### César pro nejlepšího režiséra
- Albert Dupontel – Sbohem, blbci!
  - Maïwenn – ADN
  - Sébastien Lifshitz – Adolescentes
  - Emmanuel Mouret – Milostné historky
  - François Ozon – Léto 85

### César pro nejlepší herečku
- Laure Calamy – Osel, milenec a já
  - Martine Chevallier – Taková láska
  - Virginie Efira – Sbohem, blbci!
  - Camélia Jordana – Milostné historky
  - Barbara Sukowa – Taková láska

### César pro nejlepšího herce
- Sami Bouajila – Syn
  - Jonathan Cohen – Nadměrná velikost
  - Albert Dupontel – Sbohem, blbci!
  - Niels Schneider – Milostné historky
  - Lambert Wilson – De Gaulle

### César pro nejlepší herečku ve vedlejší roli
- Émilie Dequenneová – Milostné historky
  - Valeria Bruni Tedeschiová – Léto 85
  - Fanny Ardant – ADN
  - Noémie Lvovsky – Jak býti dobrou ženou
  - Yolande Moreau – Jak býti dobrou ženou

### César pro nejlepšího herce ve vedlejší roli
- Nicolas Marié – Sbohem, blbci!
  - Louis Garrel – ADN
  - Benjamin Lavernhe – Osel, milenec a já
  - Vincent Macaigne – Milostné historky
  - Édouard Baer – Jak býti dobrou ženou

### César pro nejslibnějšího herce
- Jean-Pascal Zadi – Tout simplement noir
  - Félix Lefebvre – Léto 85
  - Benjamin Voisin – Léto 85
  - Alexandre Wetter – Miss
  - Guang Huo – Noční jízda

### César pro nejslibnější herečku
- Fathia Youssouf za roli Aminaty ve filmu Kočičky
  - India Hair za roli Lucie ve filmu Poissonsexe
  - Julia Piaton za roli Victoire ve filmu Milostné historky
  - Camille Rutherford za roli Chloé ve filmu Felicità
  - Mélissa Guers za roli Lise ve filmu La Fille au bracelet

### César pro nejlepší původní scénář
- Albert Dupontel – Sbohem, blbci!
  - Caroline Vignal – Osel, milenec a já
  - Emmanuel Mouret – Milostné historky
  - Filippo Meneghetti a Malysone Bovorasmy – Taková láska
  - Benoît Delépine a Gustave Kervern – Effacer l'historique

### César pro nejlepší adaptaci
- Stéphane Demoustier – La Fille au bracelet
  - Hannelore Cayre a Jean-Paul Salomé – La Daronne
  - François Ozon – Léto 85
  - Olivier Assayas – Kubánská spojka
  - Éric Barbier – Africké dětství

### César pro nejlepší kostýmy
- Madeline Fontaine – Jak býti dobrou ženou
  - Mimi Lempicka – Sbohem, blbci!
  - Hélène Davoudian – Milostné historky
  - Anaïs Romand a Sergio Ballo – De Gaulle
  - Pascaline Chavanne – Léto 85

### César pro nejlepší kameru
- Alexis Kavyrchine – Sbohem, blbci!
  - Antoine Parouty a Paul Guilhaume – Adolescentes
  - Simon Beaufils – Osel, milenec a já
  - Laurent Desmet – Milostné historky
  - Hichame Alaouié – Léto 85

### César pro nejlepší výpravu
- Carlos Conti – Sbohem, blbci!
  - Thierry François – Jak býti dobrou ženou
  - David Faivre – Milostné historky
  - Nicolas de Boiscuillé – De Gaulle
  - Benoît Barouh – Léto 85

### César pro nejlepší střih
- Tina Baz – Adolescentes
  - Christophe Pinel – Sbohem, blbci!
  - Annette Dutertre – Osel, milenec a já
  - Martial Salomon – Milostné historky
  - Laure Gardette – Léto 85

### César pro nejlepší zvuk
- Yolande Decarsin, Jeanne Delplancq, Fanny Martin a Olivier Goinard – Adolescentes
  - Jean Minondo, Gurwal Coïc-Gallas a Cyril Holtz – Sbohem, blbci!
  - Guillaume Valex, Fred Demolder a Jean-Paul Hurier – Osel, milenec a já
  - Maxime Gavaudan, François Mereu a Jean-Paul Hurier – Milostné historky
  - Brigitte Taillandier, Julien Roig a Jean-Paul Hurier – Léto 85

### César pro nejlepší filmovou hudbu
- Rone – Noční jízda
  - Stephen Warbeck – ADN
  - Mateï Bratescot – Osel, milenec a já
  - Jean-Benoît Dunckel – Léto 85
  - Christophe Julien – Sbohem, blbci!

### César pro nejlepší filmový debut
- Taková láska – Filippo Meneghetti
  - Garçon chiffon – Nicolas Maury
  - Kočičky – Maïmouna Doucouré
  - Tout simplement noir – Jean-Pascal Zadi
  - Všude dobře, doma nevím – Manele Labidi

### César pro nejlepší animovaný film
- Josep – Aurel
  - Calamity – dětství Marthy Jane Cannary – Rémi Chayé
  - Malý upírek – Joann Sfar

### César pro nejlepší dokument
- Adolescentes – Sébastien Lifshitz
  - La Cravate – Étienne Chaillou a Mathias Théry
  - Cyrille, agriculteur, 30 ans, 20 vaches, du lait, du beurre, des dettes – Rodolphe Marconi
  - Histoire d'un regard – Mariana Otero
  - Un pays qui se tient sage – David Dufresne

### César pro nejlepší zahraniční film
- Chlast – Thomas Vinterberg •  Dánsko
  - Corpus Christi – Jan Komasa •  Polsko •  Francie
  - Dark Waters – Todd Haynes • 
  - 1917 – Sam Mendes •  USA •  Spojené království
  - Srpnová madona – Jonás Trueba •  Španělsko

### César pro nejlepší krátkometrážní film
- Qu'importe si les bêtes meurent – Sofia Alaoui
  - Propuštěný – Josza Anjembe
  - Je serai parmi les amandiers – Marie Le Floc'h
  - L'Aventure atomique – Loïc Barché
  - Loučení – Mathilde Profit

### César pro nejlepší krátkometrážní animovaný film
- Hodina medvěda – Agnès Patron
  - Bach-Hông – Elsa Duhamel
  - Soví příběh – Julien Bisaro
  - La Tête dans les orties – Paul Cabon